# Военный контингент Сингапура в Афганистане
Военный контингент Сингапура в Афганистане — подразделение вооружённых сил Сингапура, созданное в 2007 году и в 2007 - 2013 гг. действовавшее в составе сил ISAF.

## История
Первые военнослужащие Сингапура прибыли в Афганистан в мае 2007 года.
Подразделения Сингапура были размещены на четырёх военных базах вместе с военнослужащими из англоязычных стран: "Camp Kiwi" в провинции Бамиан, "Camp Holland" в провинции Урузган, "Camp Alamo" в Кабуле и "Camp Baker" в провинции Кандагар. В своей деятельности они взаимодействовали с войсками США и Австралии.
22 июня 2013 года участие в операции было завершено. В этот день на военной базе "Тарин-Кот" в провинции Урузган был спущен государственный флаг Сингапура и последние военнослужащие страны покинули Афганистан.
28 декабря 2014 года было объявлено, что операция "Несокрушимая свобода" в Афганистане завершена. Тем не менее, боевые действия продолжались и иностранные войска остались в стране - в соответствии с начатой 1 января 2015 года операцией «Решительная поддержка», хотя общая численность войск была уменьшена.
В мае 2021 года силы "Талибан" перешли в наступление, после чего положение правительственных сил осложнилось. 15-16 августа 2021 года силы талибов окружили и заняли Кабул.
23 августа 2021 года на пресс-конференции после встречи с вице-президентом США К. Харрис премьер-министр страны Ли Сяньлун предложил выделить один самолёт-заправщик Airbus A330 MRTT ВВС Сингапура для оказания помощи США в эвакуации желающих покинуть Афганистан из международного аэропорта в Кабуле. 26 августа 2021 это намерение официально подтвердил министр обороны Сингапура, однако случившийся в этот же день теракт в аэропорту Кабула замедлил выполнение этого решения, а уже 30 августа 2021 года последние иностранные военнослужащие покинули Афганистан.

## Результаты
В целом, в 2007-2013 гг. на территории Афганистана находились 492 военнослужащих вооружённых сил Сингапура (инженерно-строительное подразделение, группа артиллерийской разведки с контрбатарейным радаром ARTHUR и медицинское подразделение) - однако с учётом экипажей транспортного самолёта С-130 ВВС Сингапура, обеспечивавшего доставку войск и грузов на территорию Афганистана общая численность участвовавших в этой операции военнослужащих Сингапура составила около 500 человек. Потерь среди личного состава военного контингента Сингапура не имелось.
Помимо военнослужащих военного контингента Сингапура на территории Афганистана действовали «контрактники» из числа граждан Сингапура:
- так, отставной сержант армии Сингапура Steven Misson с 2009 до 2011 года обучал афганцев разминированию местности от взрывоопасных предметов[6]

Сведений о расходах Сингапура на участие в военной операции в Афганистане не имеется[уточнить].